# Bataille de Tripoli (1983)
Pour les articles homonymes, voir Bataille de Tripoli.
Guerre du Liban
La bataille de Tripoli (arabe : مَعْرَكَة طَرَابُلُس , romanisé :  Maʿrakat Ṭarābulus ) fut une bataille majeure au milieu de la guerre civile libanaise à la fin de 1983. Elle s'est déroulée dans la ville côtière du nord de Tripoli entre des factions militantes palestiniennes pro-syriennes et l'Organisation de libération de la Palestine (OLP) dirigée par Yasser Arafat. Cela a abouti au retrait de l’OLP et a pratiquement mis fin à son implication dans la guerre.

## Arrière-plan
La Syrie est intervenue dans la guerre civile libanaise, occupant le pays à partir de 1976. Les Syriens étaient soutenus par divers alliés locaux et factions mandataires, dont beaucoup étaient palestiniens. En 1982, Israël a envahi le Liban pour expulser les différents groupes militants palestiniens du pays. Même si les Israéliens n'ont pas réussi à expulser la plupart des factions militantes, l'OLP a été gravement affaiblie par l'invasion et a dû évacuer. L’organisation a fui vers divers pays arabes dont les gouvernements ont tenté d’acquérir davantage de contrôle sur elle, bien qu’Arafat se soit opposé à cette évolution. En particulier, la Syrie du président Hafez al-Assad a tenté d’acquérir davantage d’influence en soutenant les dissidents de l’OLP. À la fin de 1982, Arafat modérait de plus en plus sa position envers Israël, tout en prenant ses distances avec la Syrie,. En outre, ses stratégies concernant le conflit israélo-palestinien ont fait l'objet d'une surveillance croissante. Ses critiques l'ont également accusé de ne plus s'opposer correctement aux « régimes arabes réactionnaires », y compris le gouvernement libanais, et de protéger les officiers qui avaient fait preuve d'une lâcheté ou d'une incompétence flagrante lors de l'invasion israélienne de 1982. Cela a contribué aux conflits au sein de l'OLP, avec plusieurs factions s'opposant aux positions d'Arafat,. Les dissidents ont commencé à s'organiser sous la direction de Saïd al-Mouragha (alias « Abu Musa »), Abou Khaled al-Amlah, Abou Saleh et d'autres qui ont réussi à gagner le soutien d'Assad.
Au cours des mois suivants, plusieurs bataillons de l'OLP dans le nord du Liban ont commencé à se rallier derrière Saïd al-Mouragha, après quoi Arafat a répondu en l'expulsant ainsi que d'autres critiques de ses postes de direction. Au lieu de résoudre la crise, cette décision a cimenté les divisions et divisé l’OLP en éléments pro et anti-Arafat. D'autres commandants de l'OLP, comme Khalil al-Wazir, ont tenté en vain de servir de médiateur dans les différends. Face aux troubles croissants parmi les guérilleros palestiniens au Liban, Arafat est retourné au pays en mai 1983, avec l'intention de contrer la rébellion menée par Moussa Awad (« Abou Akram ») du Front Populaire de Libération de la Palestine - Commandement Général (FPLP-GC). Assad considérait le retour d'Arafat comme un défi personnel, d'autant plus que le chef de l'OLP accusait la Syrie de soutenir le FPLP-GC, aggravant ainsi les tensions.
Pendant ce temps, de nombreux autres dissidents se sont unis sous la direction de Saïd al-Mouragha et ont finalement formé le Fatah al-Intifada. Arafat et ses loyalistes pensaient au départ qu’ils pourraient facilement s’occuper des dissidents, mais ces derniers ont commencé à recevoir un soutien secret de la Syrie et ont ainsi rapidement gagné en force. Les affrontements entre l'OLP et les dissidents se sont poursuivis tout au long de l'été tandis que l'OLP a connu des désertions et est passée de 11 000 militants à entre 4 500 et 8 000. À mesure que les dissidents se renforçaient, la Syrie abandonna sa neutralité officielle antérieure et se rangea ouvertement du côté de la faction de Saïd al-Mouragha. Assad a expulsé Arafat et ses partisans de Syrie en juin, après que l'OLP se soit publiquement plainte du soutien syrien à ses rivaux. En revanche, des groupes radicaux anti-Arafat comme le FPLP-GC, As-Saiqa et l'Organisation Abou Nidal ont exploité la situation et ont activement aidé les dissidents de l'OLP.
À la fin de 1983, la présence de l'OLP au Liban était principalement réduite à deux camps de réfugiés à Tripoli, à savoir Beddawi et Nahr al-Bared , et dans la vallée de la Bekaa . Les tentatives d'Arafat pour négocier avec Hafez al-Assad n'ont pas réussi à apaiser les tensions. À partir de septembre 1983, le chef de l'OLP avait son siège à Beddawi et exprimait ses inquiétudes quant à une offensive prochaine de groupes dissidents. [9] Arafat a tenté de rallier ses fidèles restants et a mobilisé un certain soutien local et international, bien que ses efforts aient été largement infructueux. Un groupe militant, le Mouvement d'unification islamique (MUI), a choisi de combattre aux côtés de l'OLP, tandis que le parti Kataeb a fourni des armes. L'alliance d'Arafat avec le MUI a suscité de nouvelles critiques de la part d'autres groupes palestiniens, qui ont qualifié MUI de « fanatique et réactionnaire ». Quoi qu’il en soit, le MUI sous Said Shaaban s’est avéré être un allié compétent et a aidé l’OLP à débarrasser Tripoli de tous les groupes pro-syriens.
En fin de compte, les loyalistes de l’OLP ont perdu presque tous leurs bastions et ont été effectivement assiégés à Tripoli. Les médias libanais ont affirmé que les commandants des factions palestiniennes anti-OLP se sont réunis à Damas, planifiant une offensive finale contre l'OLP. Le FPLP et le FDLP ont également abandonné leur neutralité et se sont rangés du côté de Saïd al-Mouragha. Assad a mobilisé environ 5 000 militants palestiniens ainsi que deux brigades des forces spéciales pour soutenir l'opération, plaçant l'officier syrien Souleymane al-Issa à la tête d'une salle d'opérations conjointe. Cependant, il reste difficile de savoir si Assad avait réellement l’intention de tuer Arafat. Fin octobre, les forces pro-syriennes avaient encerclé Tripoli, tandis que la Syrie augmentait la production de sa propagande anti-OLP.